# Porricondyla pallida
Porricondyla pallida är en tvåvingeart som först beskrevs av Johann Wilhelm Meigen 1830.  Porricondyla pallida ingår i släktet Porricondyla och familjen gallmyggor.
Artens utbredningsområde är Tyskland. Inga underarter finns listade i Catalogue of Life.